# Stazione di Hinode
La Stazione di Hinode (日ノ出駅?, Hinode-eki) è una stazione ferroviaria di Tokyo, si trova a Minato e serve il people mover Yurikamome.

## Linee

### People Mover
- Yurikamome